# Szkodniki magazynowe
Szkodniki magazynowe - organizmy wyrządzające szkody w przechowalnictwie, należą do nich m.in. gryzonie (myszy, szczury), owady. Szkodniki magazynowe uszkadzają np. wyroby z drewna (np. owady saproksylobiontyczne), produkty żywnościowe, płody rolne.